# Was man von hier aus sehen kann (Film)
Was man von hier aus sehen kann ist ein deutscher Spielfilm von Aron Lehmann aus dem Jahr 2022 mit Luna Wedler, Corinna Harfouch und Karl Markovics. Das Drehbuch basiert auf dem gleichnamigen Roman von Mariana Leky (2017).

## Handlung
Der Film erzählt die Geschichte von Luise und ihrer Großmutter in drei verwobenen Zeitebenen. Die 22-jährige Luise lebt mit ihrer Oma Selma in einem Dorf im Westerwald. Ihre Großmutter verfügt über die Gabe, den Tod vorauszusehen, denn immer wenn sie von einem Okapi träumt, stirbt bald darauf jemand aus dem Ort. Unklar ist jedoch, um wen es sich handelt, sodass sich alle nach der Ankündigung fürchten und Handlungen wagen, die sie sonst nicht gemacht hätten, oder Geheimnisse gestehen.
Der Optiker ist heimlich in Selma verliebt, ihn quälen innere Stimmen, die seine Gedanken und Handlungen spöttisch kommentieren. Astrid, die Mutter von Luise, hat einen Blumenladen und ein Verhältnis mit dem Besitzer des Eiscafés. Und Luise, die sich an viele Erlebnisse mit ihrem Freund aus Kindertagen erinnert, fürchtet sich seit einem kindlichen Trauma vor weiteren tragischen Ereignissen. Denn immer, wenn sie etwas sagt, von dem sie selbst nicht überzeugt ist, fällt irgendwo etwas hinunter.

## Produktion und Hintergrund
Die Dreharbeiten fanden an knapp 40 Drehtagen von September bis November 2021 statt, gedreht wurde in Bayern und Hessen. Drehorte waren unter anderem die Marktstraße in Ulrichstein, der Bahnhof Bad Nauheim Nord und München. Der Eingang zum Buchladen im Film war ursprünglich eine Garage.
Produziert wurde der Film von der deutschen Claussen + Putz Filmproduktion GmbH der Produzenten Uli Putz und Jakob Claussen, beteiligt war die ARD Degeto. Den Vertrieb übernahm die Studiocanal GmbH. Unterstützt wurde der Film vom Deutschen Filmförderfonds, der Filmförderungsanstalt, dem FilmFernsehFonds Bayern und von HessenFilm und Medien.
Die Kamera führte Christian Rein, die Montage verantwortete Ana de Mier y Ortuño und das Casting Daniela Tolkien und Franziska Schlattner. Das Kostümbild gestaltete Nicole Pleuler, das Szenenbild Eva Stiebler, den Ton Petra Gregorzewski und das Maskenbild Tatjana Krauskopf und Kerstin Wieseler. Für die visuellen Effekte zeichnete Nils Engler verantwortlich.

## Veröffentlichung
In Deutschland und Österreich kam der Film am 29. Dezember 2022 in die Kinos. Premiere war am 12. Dezember 2022 im Arri-Kino in München.
Im Juni 2023 wurde die Produktion auf Blu-ray Disc veröffentlicht.
Auf Sky Cinema wurde der Film am 11. November 2023 erstmals gezeigt. 

## Rezeption

### Kritiken
Peter Gutting bezeichnete den Film auf kino-zeit.de als „anarchische Wohlfühlkomödie“ und befand, dass die märchenhafte Szenerie an Die fabelhafte Welt der Amélie erinnere. Aber immer wenn diese zu gefühlsduselig gerate, fahre die Komödie der Kitschgefahr mit kuriosen Einfällen und Running Gags in die Parade. Michael Meyns meinte auf Filmstarts.de, dass „die deutsche Antwort auf Amelié“ sich lange Zeit dem Vergleich mit dem großen Vorbild stellen müsse und erst im letzten Drittel zu eigenen Qualitäten finde.
Die Redaktion von Cinema.de bewertete den Film mit fünf von fünf Punkten. Die perfekt besetzte Romanverfilmung sei skurril, liebenswert und ein absoluter Glücksfall.
Ulrich Sonnenschein vergab auf epd-film.de vier von fünf Sternen, Lehmann habe den schon reichlich schrägen Roman noch weiter zugespitzt und für die sprachlichen Einfälle wunderbare Bilder gefunden. Dabei gelinge ihm ein neues Genre, zumindest aber die Variation der Komödie, die hierzulande sehr selten sei.
Ausgezeichnet mit dem Prädikat „besonders wertvoll“ der Deutschen Film- und Medienbewertung. In ihrem Gutachten hebt die Jury hervor, dass sich die Leserschaft des Erfolgsromans auf eine gelungene Verfilmung freuen kann. „Es ist eine magische Welt, in dessen (sic!) Reichtum an Erzählungen die Zuschauer:innen gerne eintauchen. Ein Lob verdient die liebevolle Ausstattung des Films, die hervorragende Kameraführung im Verbund mit der präzisen Licht- und Farbgestaltung und letztlich die sehr stimmige Orchestrierung“, erklärt die Jury.

### Quote
Die Erstausstrahlung im Ersten am 30. Juni 2025 erreichte 1,99 Millionen Zuseher bei 10,1 % Marktanteil.

## Auszeichnungen und Nominierungen
Deutscher Filmpreis 2023
- Nominierung in der Kategorie Beste männliche Nebenrolle (Karl Markovics)[18]

Der Film wurde als einer von zwölf Bewerbern für den deutschen Beitrag für die Oscarverleihung 2024 für die Kategorie des besten internationalen Spielfilms eingereicht.
Günter-Rohrbach-Filmpreis 2023
- Shortlist[21]

Hessischer Film- und Kinopreis 2023
- Nominierung in der Kategorie Spielfilm[22]
- Auszeichnung mit dem Ensemblepreis[23]